# Gabriel Löfgren
Gabriel Löfgren, född 3 februari 1672, död 11 mars 1744 i Skepparslövs församling, var en svensk ämbetsman.

## Biografi
Gabriel Löfgren föddes 1672. Han var son till domprosten Petrus Simonius Löfgren i Linköpings församling och Apollonia Danckwardt. Han blev 1690 student vid Uppsala universitet och var senare advokat i Stockholm. Löfgren blev 1705 borgmästare i Helsingborg och blev 1709 fältauditör vid armén i Skåne. Han blev 1710 häradshövding i Villands, Gärds och Albo häraders domsaga. Löfgren avled 1744 på Uddarp i Skepparslövs församling och begravdes 4 april samma år.

### Familj
Löfgren gifte sig 3 februari 1706 i Färingtofta församling med Sara Westersköld (1688–1757). Hon var dotter till sjötullsinspektoren Anders Westersköld och Sara Petré. De fick tillsammans barnen häradshövdingen Alexander Löfvenskiöld (1722–1776) och amiralitetsöverkommissarien Samuel Löfvenskiöld (1726–1804).